# 1636年臺灣
|        | 臺灣歷史 \| 台灣歷史年表 |
| 世纪： | 16世纪臺灣 \| 17世纪臺灣 \| 18世纪臺灣 |
| 年代： | 1600年代臺灣 \| 1610年代臺灣 \| 1620年代臺灣 \| 1630年代臺灣 \| 1640年代臺灣 \| 1650年代臺灣 \| 1660年代臺灣                                           |
| 年份： | 1631年臺灣 \| 1632年臺灣 \| 1633年臺灣 \| 1634年臺灣 \| 1635年臺灣 \| 1636年臺灣 \| 1637年臺灣 \| 1638年臺灣 \| 1639年臺灣 \| 1640年臺灣 \| 1641年臺灣 |
| 纪年： | 丙子年（鼠年）、荷蘭東印度公司統治臺灣12周年、西班牙統治臺灣10周年                                                                                     |

本條目介紹臺灣於1635年所發生的歷史事件，以及該年重要台灣人物的生卒日期。這年是荷蘭東印度公司於臺南開啟荷蘭統治時期的第十三年，新西班牙菲律賓都督府於基隆開啟西班牙北台灣統治時期的第十一年。南部處於第4任臺灣長官漢斯·普特曼斯的管理下，這一年所謂的「荷蘭治世」（拉丁語：Pax Hollandica）已然確立，是荷蘭人在臺灣時期的最後巔峰。荷蘭人將與他們結盟的村落稱為「聯盟村」（Verenigde Dorpen，仿照联省共和国命名）。在平定行動後，荷蘭人穩固了其在臺灣西南平原的地位。

## 政府

臺灣長官：漢斯·普特曼斯
雞籠淡水長官：奧就

## 大事記

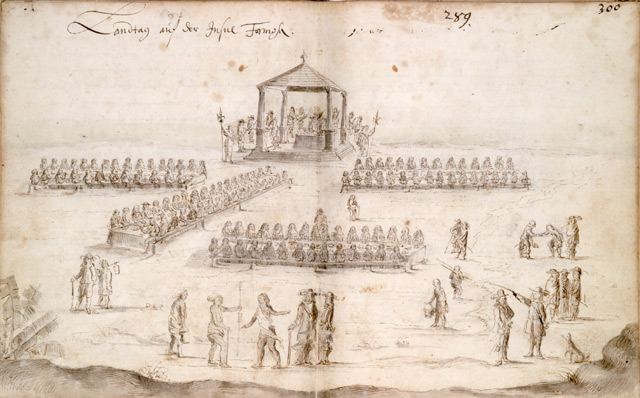
荷蘭臺灣當局與原住民村社代表召開地方會議：長官與議員坐在上方有士兵護衛的亭子內，而原住民代表在長桌前的席位並排就坐。

- 2月22日，荷蘭東印度公司在新港舉行了第一次的「地方會議」（荷蘭語：landdag，意為「盛大的會議」），共有28名來自臺灣西南部平原的原住民部落代表與會[1]。會議上荷蘭首長授予原住民代表荷蘭三色旗、黑絨禮袍、嵌著銀杖頭的籐杖，象徵他們的地位與權威[1]。傳教士尤紐斯寫道：「看著這些初次見面的人們如此友善，發現他們彼此親吻相視，是一件令人欣悅的事。這在此地殆為史無前例，因為任何部落都未停止與其他部落交攻過。」[1]